# Distretto di Anaba
Il distretto di Anaba è un distretto dell'Afghanistan appartenente alla provincia del Panjshir.